# Guy Dugdale
Pour les articles homonymes, voir Dugdale.
Guy Carol Dugdale, né le 9 avril 1905 à Stratford-upon-Avon et mort le 4 septembre 1982 à Westminster, est un bobeur britannique.

## Carrière
Guy Dugdale participe aux Jeux olympiques d'hiver de 1936 organisés à Garmisch-Partenkirchen en Allemagne, où il est médaillé de bronze en bob à quatre avec Charles Green, James Cardno et Frederick McEvoy.

## Palmarès

### Jeux Olympiques
- : médaillé de bronze en bob à quatre aux Jeux olympiques d'hiver de 1936.